# Trésor public
Ne doit pas être confondu avec Administration fiscale.
Pour les articles homonymes, voir Trésor (homonymie).
 (septembre 2012).
Le Trésor public est l'ensemble des moyens financiers dont dispose un État. Par métonymie, l'expression désigne également l'administration chargée de gérer ces ressources, dans la plupart des pays un service de l'État rattaché au ministère des Finances.
Les fonds publics ont pour source les prélèvements obligatoires (notamment la fiscalité), l'emprunt et les ventes d'actifs publics. Ces flux de ressources sont retracés dans le budget de l'État.

## Situations pour différents pays
Plusieurs configurations existent au sein des pays développés : la mission fiscale et monétaire du Trésor relève en général du ministère des Finances. L'administration du Trésor peut également être organisée de manière autonome au sein du gouvernement, à côté d'un ministre responsable de la politique économique.
Par exemple, le poste ministériel de président du Conseil du Trésor a été créé en 1966 au sein du gouvernement canadien. Le Conseil du Trésor, qui réunit les ministres les plus importants, met en œuvre la politique fiscale du gouvernement canadien et a également un rôle de contrôle des dépenses. Il était intégré au ministère des Finances avant 1966.
Le département du Trésor des États-Unis a pour fonction de répondre aux besoins fiscaux et monétaires de l'État fédéral. Il chapeaute notamment le fisc américain, appelé Internal Revenue Service (IRS). Le département est dirigé par le secrétaire au Trésor.
Au Royaume-Uni, HM Treasury (le Trésor de la Couronne) met en œuvre la politique économique et financière du gouvernement britannique, mais dépend du Chancelier de l'Échiquier, un des ministres les plus importants.
En France, le périmètre des ministères évolue selon les gouvernements. Les missions fiscales et financières du Trésor sont partagées entre le ministre chargé des Finances et le ministre du Budget, qui peut être soit de rang égal, soit de rang subordonné au précédent (ministre délégué ou secrétaire d'État).

### France
Deux administrations françaises se partagent l'appellation Trésor, l'une par tradition et l'autre dans sa dénomination officielle.
- La première est le réseau du Trésor public, qui est chargé de la tenue de la comptabilité des personnes publiques et du maniement de l'ensemble des fonds publics, tant en matière de recettes que de dépenses, centralisés sur le compte de l'État à la Banque de France. Autrefois rattachés à la direction générale de la Comptabilité publique, les services déconcentrés du Trésor ont fusionné avec les services fiscaux au sein de la direction générale des Finances publiques. Le Trésor public a ainsi deux fonctions distinctes :
  1. il est chargé du recouvrement de la plupart des recettes de l'État, des collectivités territoriales et des établissements publics ;
  2. il procède surtout et avant tout au contrôle de la régularité budgétaire de toutes les dépenses de ces entités.
- La seconde administration, la direction générale du Trésor, est une direction d'état-major qui anime la politique économique et financière de la France et gère notamment la dette publique par l'intermédiaire de l'Agence France Trésor, qui en dépend.

#### Le réseau du Trésor public

Logo du Trésor public, de 1994 à la création de la DGFiP.

Même si ses origines remontent au roi Philippe Auguste, le Trésor public moderne est né sous la houlette des surintendants des finances comme Colbert, puis surtout avec le comte Mollien au xixe siècle. Il a accompagné et incarné l'émergence de l'État bureaucratique moderne.
Le Trésor public français était le réseau des comptables publics dans les trésoreries, les trésoreries générales et les recettes des finances, regroupés naguère au sein de la direction générale de la Comptabilité publique (DGCP), administration du ministère du Budget, des Comptes publics et de la Réforme de l'État.
Depuis le décret du 4 avril 2008, ce réseau fait partie de la nouvelle direction générale des Finances publiques, qui fusionne l'ancienne DGCP avec la direction générale des Impôts (DGI). Elle est divisée en une filière « fiscalité » (assiette et recouvrement) et une autre « gestion publique » (État, collectivités locales et établissements publics).
Avant la fusion effective des services déconcentrés, le Trésor public était chargé de quatre missions principales :
- Tenue de la comptabilité des personnes publiques : recouvrement des recettes publiques, contrôle et exécution des dépenses publiques ;
- Production de l’information budgétaire et comptable ;
- Prestation d’expertise et de conseil financier aux collectivités territoriales ;
- Gestion de l’épargne et des dépôts de fonds d’intérêt général ;

Le réseau territorial du Trésor public, appelé services déconcentrés du Trésor (SDT), était très dense.
Il tenait plus de 130 000 comptabilités publiques.
Dans chaque département, il avait à sa tête un trésorier-payeur général, issu de l'ENA ou du grade des trésoriers principaux. « Préfet financier » du département ou de la région, il en était le comptable principal.
La fusion avec la DGI a considérablement modifié l'organisation du réseau du Trésor avec la création des services de gestion comptable et des guichets fiscaux uniques, regroupant désormais les services des deux administrations financières et surtout, à la tête des départements elle instaure des directions locales uniques, les directions départementales (régionales dans les chefs-lieux de région) des Finances publiques. Les hauts fonctionnaires à la tête de ces services sont nommés administrateurs des Finances publiques, assistés d'inspecteurs des finances publiques à partir du 1er septembre 2011.
Les tâches de recouvrement des recettes fiscales seront regroupées avec celle d'assiette au sein de la filière Fiscalité. L'exécution et le contrôle des dépenses publiques ainsi que le recouvrement des recettes non fiscales seront de la compétence de la filière Gestion publique.

#### La direction du Trésor
La direction du Trésor est une ancienne et prestigieuse direction d'état-major, distincte du Trésor public, qui a été fusionnée en 2004 au sein de la Direction générale du Trésor avec deux autres directions du ministère des finances. La DG Trésor dépend aujourd'hui du ministère de l'Économie et des Finances. Elle est chargée de la conduite de la politique économique et de la défense des intérêts économiques et financiers de la France dans le monde. Par le biais de l'Agence France Trésor, la direction gère en particulier la trésorerie de l'État, déposée sur un compte unique ouvert à la Banque de France, et la dette publique. Le Trésor émet à cet effet des emprunts d'État, bons et obligations du Trésor (par exemple, les BTF, BTAN et OAT).